# Аниезе дел Майно
Аниезе дел Майно (на италиански: Agnese del Maino; * ок. 1411, Милано, Миланско херцогство, † 13 декември 1465, пак там) е миланска благородничка, метреса на миланския херцог Филипо Мария Висконти.

## Произход
Произхожда от благородническия род дел Майно от Милано, преместил се в Павия. Тя е дъщеря на Амброджо дел Майно, пфалцграф и херцогски квестор, и на съпругата му Не Негри. Има двама братя, и двамата сенатори и членове на Херцогския съвет:
- Ланчелото, сеньор на Белинцаго, патриций на Павия
- Андреото, сеньор на Боргофранко, баща на Джазоне дел Майно – известен юрист, наричан „Крал на законите“, професор в Падуа, Пиза и Павия и като баща си сенатор и херцогски съветник.[5]

## Биография
Аниезе е красива и с известна култура. Тя е придворна дама на Беатриче ди Тенда – първата съпруга на миланския херцог Филипо Мария Висконти. Аниезе става любовница на херцога. Двамата започват съжителството си след обезглавяването на херцогинята по негова заповед. Херцогът няма деца от съпругата си, а Аниезе му ражда две дъщери, като втората умира няколко дни след раждането си.
Филипо Мария се жени за втори път на 2 декември 1427 г. с пълномощник и лично на 24 септември 1428 г. за Мария Савойска, но няма деца и от нея. По тази причина той поисква от император Сигизмунд Люксембургски да признае неговата извънбрачна дъщеря Бианка Мария за негова наследница. Тя е узаконена между 1426 и 1430 г. и започва да носи фамилното му име.
На 13 юли 1425 Аниезе дел Майно и дъщеря ѝ Бианка Мария пребивават в Кузаго. Малко след това те са настанени в замъка на Абиате (днешния северноиталиански град Абиатеграсо) по заповед на херцога, който е наредил да се подготви апартамент, в който малката Бианка да расте с майка си. На 18 септември двете живеят в селището на Абиате. Те водят живот далеч от миланския двор.
През 1430 г., след много преговори и размисъл, Филипо Мария обещава единствената си дъщеря за съпруга на кондотиера Франческо Сфорца, когато тя е едва 5-годишна. Сватбата се състои в Кремона на 24 октомври 1441 г.
След смъртта на херцога на 13 авуст 1447 г. Аниезе е в Павия, където убеждава кастелана Матео Меркагати, нар. Болонино, да върне града на зет ѝ Франческо Мария Сфорца, който го е наследил след смъртта на херцога. На 30 август тя информира слугата му Николо Гуарна, че замъкът е на разположение, но Сфорца трябва да побърза да си го вземе.
На 9 октомври 1447 г. Аниезе присъства на тържественото влизане в Павия на малкия Галеацо Мария Сфорца. След смъртта на любовника си тя придобива известна политическа роля: на 4 ноември 1448 г. Амвросийската република постановява, че всеки гражданин на служба при Сфорца, Бианка Мария Висконти или Аниезе дел Майно отвъд реките Тичино и Ада трябва да се изсели в рамките на три дни, за да не бъде обявен за бунтовник и подложен на конфискация на имущество.
От 1450 г. дъщеря ѝ Бианка Мария – херцогиня на Милано от 1450 г., я призовава в двора, за да ѝ помогне за отглеждане на осемте ѝ деца. Аниезе пребивава в Палат Аренго в Милано, в Павия и в Абиатеграсо. През 1453, 1455 и 1460 г. успява да уреди на свои роднини услуги и постове с намесата на дъщеря ѝ. Тя е активна участничка в дворцовия живот.
Умира на 54-годишна възраст в Милано и е погребана в тамошната църква „Сант'Орсола“.

## Потомство
Аниезе и Филипо Мария Висконти имат две дъщери:
- Бианка Мария Висконти (* 31 март 1425 г. в Сетимо Павезе, Миланско херцогство, † 23 октомври 1468 в Меленяно, пак там), последната миланска херцогиня от рода Висконти и съпруга на Франческо Сфорца, първият херцог на Миланското херцогство от рода Сфорца, от когото има шест сина и две дъщери
- Лучия Висконти, известна като Катерина Мария († 1426), починала няколко дена след раждането си.

## Аниезе дел Майно в културата
Фигурата на Аниезе дел Майно е възродена през 1833 г. от италианския композитор Винченцо Белини в неговата мелодрама в две действия „Беатриче ди Тенда“. За първи път тя е представена в оперетен театър „Ла Фениче“ във Венеция на 16 март 1833 г. В ролята на Аниезе е Анна дел Сер.